# Гелена Йосефссон
Геле́на Маріа́нна Йосефссон (швед. Helena Marianne Josefsson; 23 березня 1978, Калмар) — шведська співачка, авторка пісень, композиторка, вокалістка гурту Sandy Mouche. 

## Біографія
Народилася 23 березня 1978 року в місті Калмар, на південно-східному узбережжі Швеції. Почала танцювати в 3 роки, в 7 співала у хорі, куди її відвела мати. Бабуся Гелени по материнській лінії мала музичний магазин, що якоюсь мірою вплинуло на вибір кар'єри. Батько матері був художником і навіть досі (нар. 1917) грає на скрипці. Батька Гелени, за її словами, «виростили ліси», він народився в невеликому селі Вірсерум на сході Швеції, дуже любить природу і в такому ж дусі виховав її. Так, у багатьох піснях, як, наприклад, «Spiderweb suit», вона співає про свій зв'язок з природою і любов до неї.
У дитинстві часто з двома сестрами слухала оперу Прокоф'єва «Петя і Вовк» у виконанні «жахливого, але чудового» Ернста-Хуго Ярегарда. Батьки розлучились, коли їй було 7 років (1985), мати невдовзі знову одружилася. Через 3 роки сім'я переїхала в село Бєрнстурп (швед. Björnstorp) за межами Лунда, провінція Сконе, Швеція. Одна з небагатьох речей, що радувала там Гелену — можливість співати в повний голос, повертаючись додому на велосипеді від автобусної зупинки.
Восени 2001 року Гелена та її близький друг Мартинік з друзями відпочивали на Криті, де народилася думка про створення нового гурту. Колектив назвали «Sandy Mouche», тому що усі, хто зібралися, мали веснянки і в момент обговорення ліпили пасочки з піску на пляжі. Продюсером гурту Sandy Mouche став шведський музикант і аранжувальник Кристофер Лундквіст. Він і запропонував Гелені в 2003 році взяти участь у записі сольного альбому Пера Гессле «Mazarin», де вона співала на бек-вокалі, в тому числі і під час літніх гастролей «Mazarin sommarturne 2003». У цьому ж році вона офіційно одружилася з Мартиніком.
На початку 2004 року Йосефссон працювала над альбомом Gyllene Tider «Finn 5 Fel!». У вересні вийшов альбом Sandy Mouche «White Lucky Dragon». Майже увесь 2005 рік пройшов у праці над платівкою Sandy Mouche «…and poems for the unborn», яка вийшла у січні 2006 року, після чого Йосефссон взяла участь у записі ще одного сольника Гессле «Son of a Plumber». На деяких піснях виконувала бек-вокальні партії, в деяких — головний вокал.
У 2007 році разом з Пером Гессле записала його сольний альбом «En Händig Man» (На всі руки майстер) і вирушила в гастрольний тур «En händig man på turné 2007» Швецією. У співпраці з гітаристом Майклом Йокінаном (Mikael Gökinan [Архівовано 9 березня 2016 у Wayback Machine.]) записала кілька пісень для його альбому. Проєкт отримав назву «Ludde, Hella & Göken» за іменами учасників (Ludde Wennström — контрабас, бек-вокал; Mikael Gökinan — акустична гітара і бек-вокал; Helena Josefsson — вокал).
У 2008 році Араш, шведський співак іранського походження, випустив сингл «Pure Love» з альбому «Donya» (2008). У пісні дуетом з Арашем співає Гелена Йосефссон. На своєму сайті вона розповіла, що давно записала демоверсію пісні, але не знала, чи буде вона коли-небудь записана і видана. Реліз став для неї несподіванкою, про нього вона вперше дізналася, подивившись ролик на YouTube.
8 листопада 2008 року народила сина Чарльза-Дидріка (першим іменем на честь дідуся Гелени). Наприкінці того ж місяця вийшов альбом Гессле «Party Crasher», у праці над яким Йосефссон також брала участь.
Після завершення туру співачка завершила працю над записом і випуском свого другого сольного альбому шведською. На початку 2011 року почалися репетиції в студіях Стокгольму перед світовим турне Roxette, в якому Йосефссон співала на бек-вокалі. Турне почалося в Росії і продовжувалося на 5 континентах до кінця літа 2011 року. У березні Йосефссон не змогла співати на двох концертах в Києві та Мінську. У цей час вона вирушила в Стокгольм, де взяла участь в прем'єрному представленні документального фільму «Jag är min egen Dolly Parton [Архівовано 6 квітня 2012 у Wayback Machine.]». Прем'єра стрічки відбулася 11 березня у Стокгольмі, Гетеборзі, Мальме та інших великих містах Швеції. Фільм присвячений кар'єрі п'яти відомих співачок з Мальме, серед яких сама Йосефссон, Ніна Перссон з гурту The Cardigans, Сесилія Нордлунд, Лотта Венглен, а також музична продюсерка Гурдун Хауксдоттір (Gudrun Hauksdottir). Режисеркою фільму виступила Джессіка Неттельблатс (Jessica Nettelbladts).
Крім того, Гелена Йосефссон взяла участь у зйомках музичної розважальної телепередачі «Så ska det låta» (Як це повинно звучати). Запис програми транслювався 1 квітня 2011 року на телеканалі SVT1. Передача є дуже популярною у Швеції — щотижнева її аудиторія складає близько 2 млн людей (приблизно 20 % від всього населення країни).
На початку 2012 року співачка залишила співпрацю з колективом Roxette на користь запису альбому шведського гурту Sandy Mouche. Вже в перший тиждень січня було заявлено, що Йосефссон записує нову баладу для альбому, який повинен вийти у світ пізніше в цьому ж році. 9 січня 2012 року в Швеції відбулася прем'єра фільму «Hamilton: I Nationens Intresse» (посилання [Архівовано 6 серпня 2012 у Wayback Machine.]), для якого Йосефссон разом з Робертом Петерссоном (соліст шведського альт-рок гурту «Такіда») записала заголовну тему, композицію під назвою «My Own Worst Enemy». Автор пісні — Måns Tristan Sohlman aka Tristan. За піснею був також відзнятий відеокліп.
До 2007 року мешкала у місті Лунд на південному-заході Швеції, в провінції Сконе, в теперішній час мешкає в Мальме. Одружена, має двох синів.

## Альбоми
- «Dynamo» (28 лютого 2007 року) (англ.)
- «Kyss mej» (9 лютого 2011 року) (швед.)

### Сингли
- «By your side» (29 листопада 2006 року)
- «Never Never (My Dynamo)» (14 лютого 2007 року)
- «Where Does The Unused Love Go?» (28 травня 2007 року) — промо сингл
- «Fen & jag» (2009) — вперше опублікований на MySpace 25.10.09
- «Nån annanstans nån annan gång» (7 грудня 2010 року)
- «Knockout» (2011)

### Промо-відео
- «By your side» (2007)
- «Fen & jag» (вперше опубліковано на сайті YouTube 17 жовтня 2009 року)[14]
- «Kyss mej» (2010) (реж. Сесилія Нордлунд)[15]

### Співпраця
Записала кілька пісень з Арашем, шведським співаком іранського походження. Серед записаних синглів — «Arash» (2006), «Pure love» (2008) та «Broken Angel» (2010).

## Нагороди
- Від фонду Sparbanksstiftelsen (22 травня 2008 року)[16]

## Відгуки критики
- Пер Гессле в інтерв'ю перед варшавським концертом в 2009 році розповів про Йосефссон: «Вона приголомшлива, просто неймовірна і дуже непередбачувана в той же час. Вона ніколи не заспіває пісню однаково, завжди змінює щось у студії або на концертах. Коли я працюю з нею, то записую все і потім у мене виникає проблема, тому що я не знаю яку версію вибрати [сміється]. Гелена — володарка дійсно унікального голосу і таланту. У випадку з альбомом „Party Crasher“ її роль вокалістки майже така ж значуща, як і моя. З самого початку я хотів, щоб вона була частиною проєкту. Які пісні співатиме вона, а які я, ми вирішували з самого початку запису разом.»[17]
- Гокан Енгстрьом (Håkan Engström), музичний критик шведської газети «Sydsvenskan», дав позитивну оцінку виступу Йосефссон на збірному концерті (25 грудня 2009 року, «Debaser», Мальме, Швеція), присвяченого пам'яти Майкла Джексона.[18]
- Гелена Йосефссон випускає новий альбом The Daily Roxette (англ.)